# Musseromys
Musseromys — рід гризунів родини Мишевих, ендеміків Філіппін. Чотири види відомі, всі з Лусона, Філіппіни.

## Етимологія
Назва роду походить від поєднання прізвища Массера (англ. Guy Graham Musser), американського зоолога і грецького -mys — «миша».

## Опис тварин
Musseromys — рід гризунів малого розміру, з довжиною голови й тіла між 74 і 88 мм, довжиною хвоста між 82 і 101 мм, масою до 22 гр.
Шерсть коротка, густа і м'яка. Спинна частина тіла від червоно-оранжевого до темно-червоно-коричневого, в той час як черевні частини світліші. Голова пропорційно велика і широка, з короткою мордою, вуса незвично довгі й також присутні в області голої шкіри над очима. Вуха довгі, конічні, з заокругленим кінцем, дуже схожі на вуха Lorentzimys nouhuysi. Ноги тонкі і подовжені. Великі пальці короткі, на руках має злегка вигнутий ніготь. Інші пальці довгі і оснащені довгими кігтями. Є 5 основних подушечок на долонях і підошвах ніг. Хвіст закінчується пучком довгих волосків. Самиці мають дві пари молочних залоз в паховій області.

## Поширення
Рід відомий тільки у центральній, гірській частині острова Лусон на Філіппінах.